# Geoff Dupuy
Geoffrey Maurice Dupuy (31 de enero de 1937 – 7 de junio de 2024) fue un jugador de fútbol australiano que jugó con el Hawthorn en la Victorian Football League (VFL).
Dupuy fue reclutado del Rochester en la Bendigo Football League en 1955. Murió el 7 de junio de 2024, a los 87 años.